# 幡地英明
幡地 英明（はたじ ひであき、1961年 - ）は、日本の漫画家。兵庫県出身。代表作に『我が人生にゴルフあり』『あした天兵』など。漫画の他に『ジャンプ ジェイ ブックス』の挿絵などでも活躍している。

## 作品リスト
- あした天兵 （やまさき十三原作）：1983年-1984年、週刊少年ジャンプ（集英社）、全2巻
- スタア爆発：1987年、週刊少年ジャンプ、全2巻
- 謎解きコミック：1989年 - 1991年、スーパージャンプ、全2巻
- 漫画家殺人事件：1991年、ジャンプ・コミックス デラックス
- 我が人生にゴルフあり（高橋三千綱原作）：1993年 - 2001年、オースーパージャンプ（集英社）、全10巻
- 男の涙 女の愛（高橋三千綱原作）：1997年、ジャンプ・コミックス デラックス）
- 地の子（毛利甚八原作）：2002年 - 2003年、オースーパージャンプ、全3巻（ジャンプ・コミックスデラックス）
- ナデシコ（末田雄一郎原作）：近代麻雀オリジナル2004年02月号掲載（読切）
- 新 徳川家康 竹千代の秋（久保田千太郎原作）：2004年 - 2005年、ビジネスジャンプ増刊、全2巻（ジャンプ・コミックスデラックス）
- 裁判員になりました－疑惑と真実の間で（毛利甚八原作）：2007年、日弁連の依頼で製作された「裁判員制度」を扱った書下ろし作品）[1]
- 新版 学習まんが 日本の歴史（集英社、2016年） 本編まんが [2]
  - 6巻「鎌倉幕府の成立 鎌倉時代」 ※ 監修：高橋典幸

### ジャンプ ジェイ ブックス挿絵
- 卒業（高橋三千綱）： 1993年
- 夏と花火と私の死体（乙一）： 1996年

## アシスタント
- 有賀照人

## 関連事項
- まつもと泉 - まつもとの『せさみ☆すとりーと』で、幡地が助っ人として作業に携わったことがある。